# Sant Pere de Figueres
|  | Aquest article tracta sobre l'església de Sant Pere de Figueres. Vegeu-ne altres significats a «Sant Pere (Vilamajor)». |

L'església de Sant Pere de Figueres és una església parroquial, majoritàriament d'estil gòtic, situada a la plaça de Sant Pere de Figueres.

## Descripció

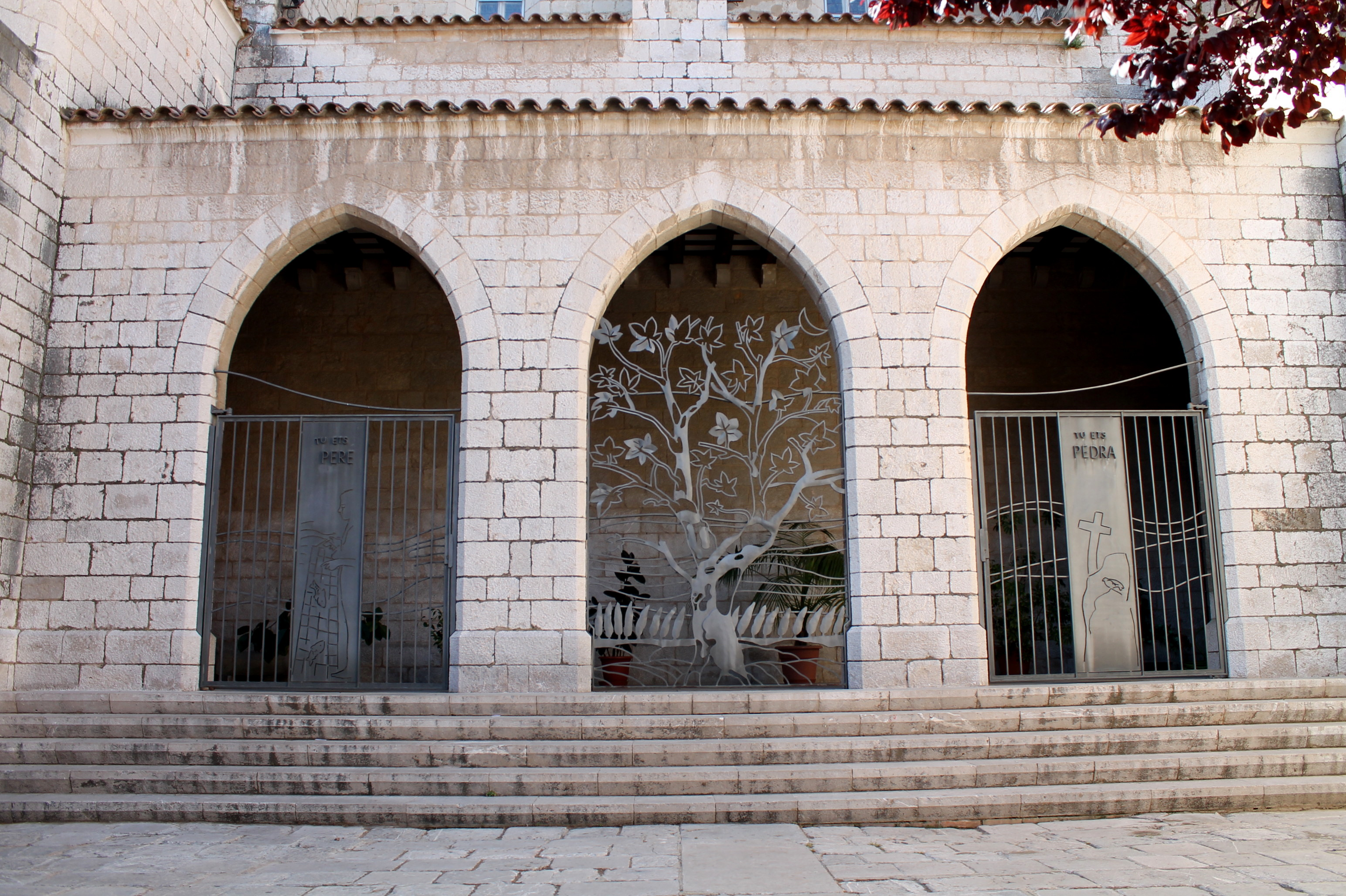
Pòrtic

Es un edifici religiós d'origen gòtic. La façana és molt simple amb rosassa i timpà contemporani. L'interior presenta una sola nau, amb capelles que ocupen els contraforts laterals. Té un cimbori octogonal i un campanar reconstruït tipus fortificació, l'absis principal i dos laterals, un dels quals és sagrari i l'altre, sagristia. En el lateral exterior dret hi ha un pòrtic amb tres arcs apuntats, de factura posterior. La il·luminació natural s'aconsegueix per dues rosasses en els braços del creuer, i la de la nau; i pels vitralls de l'absis central.

## Història

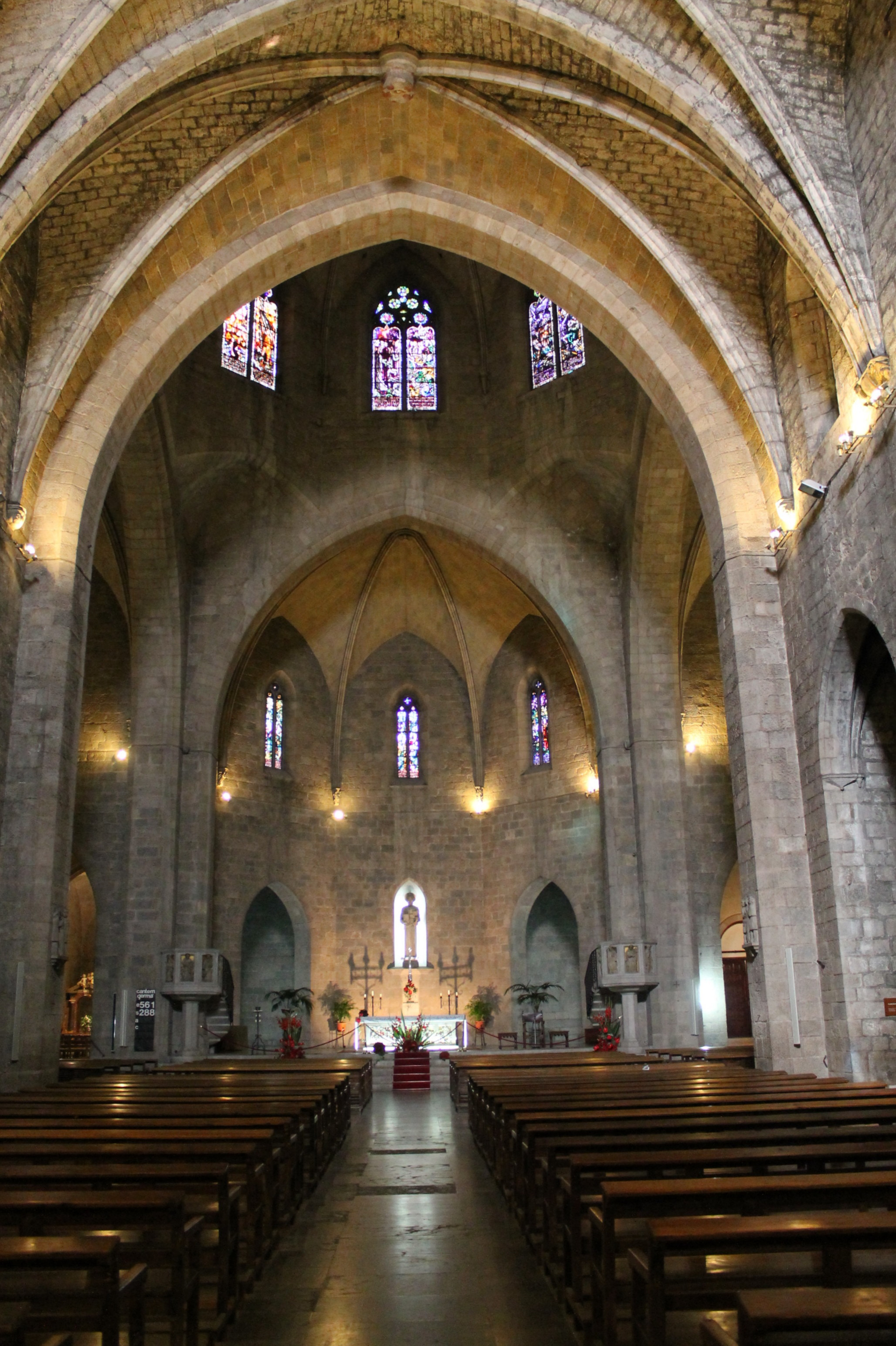
Interior

La primera menció és de 1020 i al seu voltant s'hi va bastir el nucli medieval de Figueres. Probablement es va construir sobre una primitiva església paleocristiana. Del temple romànic inicial (segles X-XI), en queden restes dels murs de la cara nord amb una espitllera a l'esquerra de la nau, al peu del campanar. En el segle xiv s'aixeca, sobre l'edifici romànic, el temple gòtic. Aquest nou edifici arribava fins a l'actual creuer i era d'una sola nau amb voltes de creueria i contraforts, sense creuer ni girola.
El 1578 es va reconstruir la façana, d'estil neoclàssic, en la qual destaca un gran ull de bou que dona llum a tota la nau. Posteriorment ha sofert nombroses ampliacions (el 1678 es començà la capella dels Dolors, al costat nord) i modificacions. En el segle xviii l'antiga capçalera gòtica fou substituïda per un creuer i un absis poligonal. L'any 1895 es va construir la cúpula segons un projecte de l'arquitecte Josep Azemar i Pont.

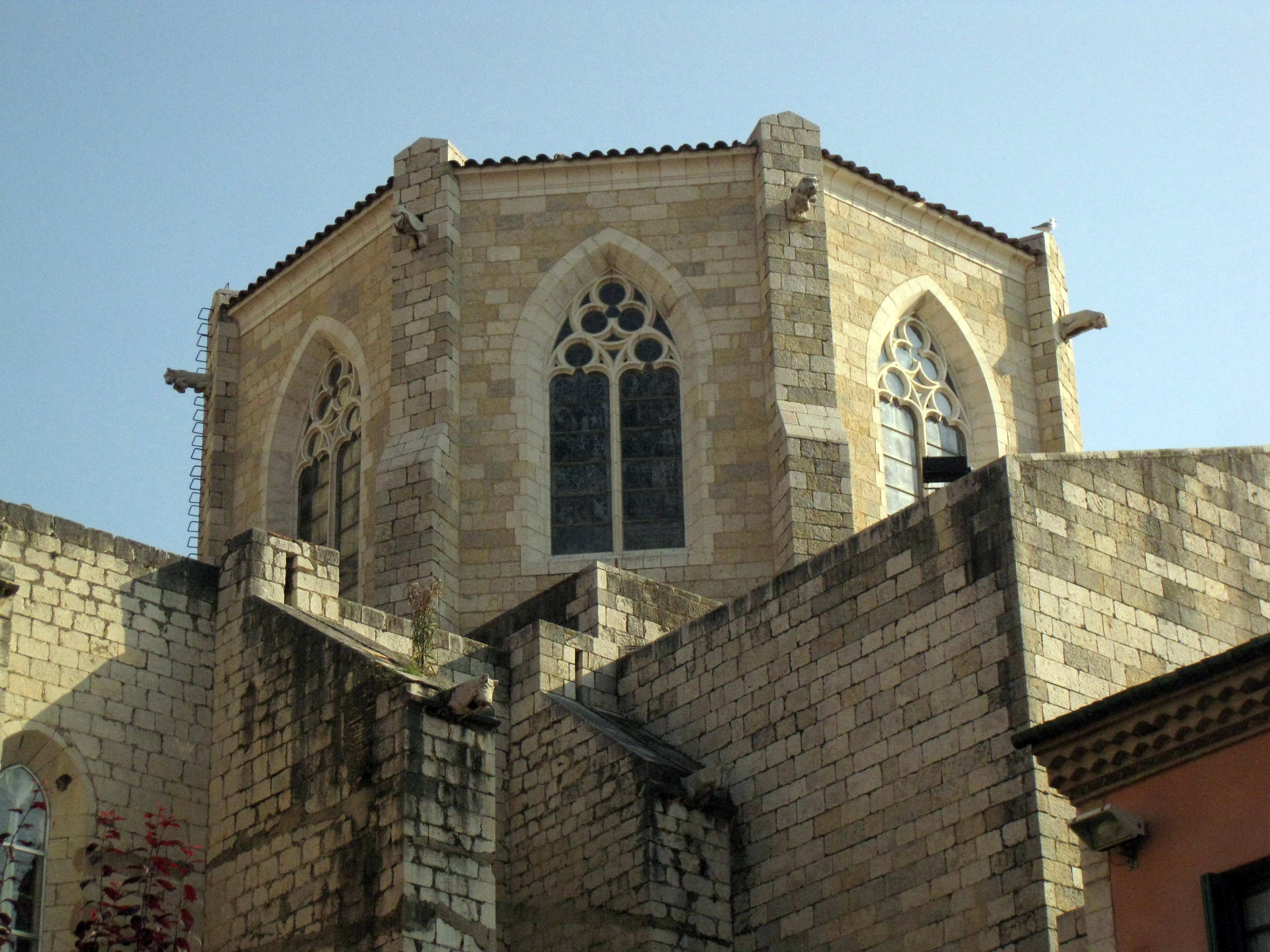
Cimbori

Durant la Guerra Civil espanyola l'església patí importants destruccions (incendis i enderrocs). L'any 1941 Amadeo Llopart, Enric Mora i Josep Maria Sagarra, de Barcelona, varen fer el projecte per la restauració del temple. Entre 1941 i 1948 es va reconstruir amb carreus de pedra, el creuer coronat pel cimbori octogonal, seguint l'estil gòtic de l'antiga nau, aconseguint així un conjunt unificat, sobri i monumental. Del temple gòtic original es conserva la nau amb les voltes de creueria i els contraforts.

### Salvador Dalí i el mil·lenari del temple

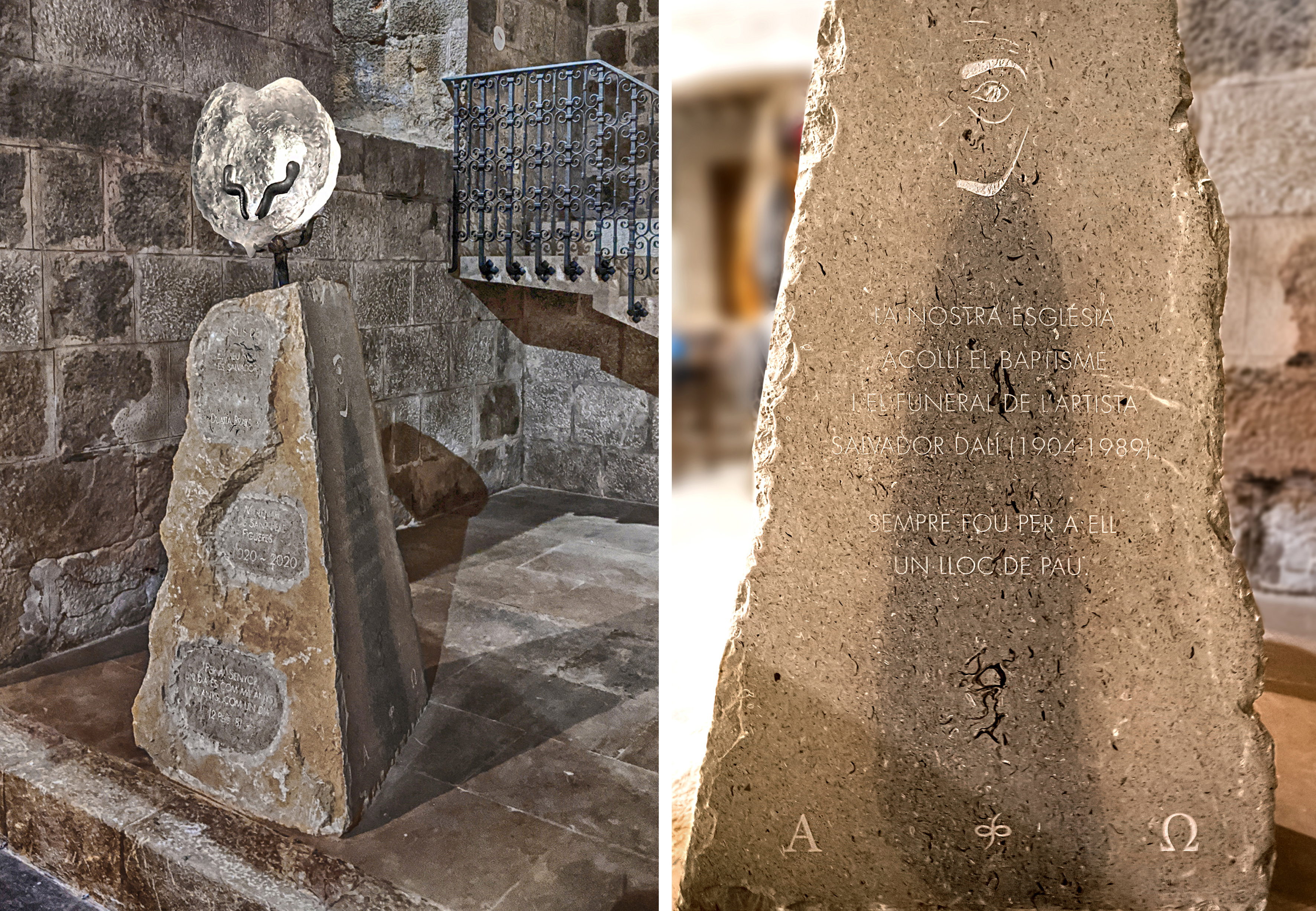
Monument "Agnus Dei" al mil·lenari del temple (1020-2020). Autora: Duaita Prats

A Sant Pere de Figueres fou batejat Salvador Dalí, i també s'hi celebrà el seu funeral. Són detalls, els del vincle del geni figuerenc amb la seva església, que amb motiu del mil·lenari (1020-2020) van quedar reflectits en el monument Agnus Dei-El meu nom és Salvador, dedicat a l'efemèride. És obra de l'artista gironina Duaita Prats i es troba col·locada en una de les naus laterals, la dedicada a Santa Úrsula i les Onze Mil Verges, que dona accés al campanar.